# Мікушевське
Мікушевське (пол. Mikuszewskie) — село в Польщі, у гміні Ужендув Красницького повіту Люблінського воєводства.
Населення — 516 осіб (2011).

## Демографія
Демографічна структура станом на 31 березня 2011 року:
|          | Загалом | Допрацездатний вік | Працездатний вік | Постпрацездатний вік |
| -------- | ------- | ------------------ | ---------------- | -------------------- |
| Чоловіки | 256     | 51                 | 179              | 26                   |
| Жінки    | 260     | 43                 | 148              | 69                   |
| Разом    | 516     | 94                 | 327              | 95                   |